# Park Hotel Shanghái
El Park Hotel (en chino tradicional, 國際飯店; en chino simplificado, 国际饭店; pinyin, guójì fàndìan; literalmente hotel internacional) es un hotel de la ciudad de Shanghái (China), situado en el número 170 de la famosa calle Nanjing (pinyin, Nánjīng xi lù,s=南京西路) de frente a la Plaza del Pueblo (pinyin, Rénmín gōngyuán,s=人民公园)

## Historia
El edificio, un excelente ejemplo de arquitectura art déco, fue construido en 1934 por la Joint Savings Society bajo diseño del arquitecto húngaro-eslovaco László Hudec con el objetivo de hacerle la competencia al Cathay Hotel.
Fuertemente inspirado en el American Radiator Building, es el edificio más conocido de László Hudec en Shanghái. Con sus 22 plantas de altura (84 m) fue el edificio más alto de Asia hasta 1952. Continuó siendo el edificio más alto de China hasta 1966, y de Shanghái hasta 1983.
Fue construido con vistas al hipódromo de Shanghái que era uno de los lugares más prestigiosos del momento de la ciudad. Posteriormente, el hipódromo y los terrenos aledaños se convertirían en el parque Renmin. Originalmente, el Hotel Park acomodaba en sus dos plantas inferiores el conjunto de oficinas de la Joint Savings Society, mientras que el hotel se situaba en los pisos superiores.
En 1997 el edificio fue reformado por el arquitecto estadounidense George Grigorian.

## Exterior
Las tres primeras plantas del edificio tienen un acabado de granito negro pulido de la provincia de Shandong. Los pisos superiores están revestidos con ladrillo de color marrón oscuro y azulejos de cerámica.
El exterior del edificio ha sufrido dos modificaciones importantes: la apertura de una nueva puerta de ingreso en una de las esquinas para dar acceso a unas oficinas bancarias, y una marquesina que enmascara la silueta de las plantas superiores.

## Interior
En 1935, el jardín al aire libre del piso 13 fue convertido en una sala de banquetes, rodeándolo de ventanas y cubriéndolo con un techo retráctil. Por desgracia, este techo es ahora simplemente un panel de vidrio con iluminación antepuesto a un nuevo techo exterior que lo cubre.
En la década de 1950, la mayor parte del interior fue cambiado deliberadamente por el gobierno comunista debido a su estilo ciertamente burgués. Irónicamente, fue renovado por segunda vez en la década de 1980 para intentar recobrar algo del estilo original. En 1997 el diseñador estadounidense George Grigorian remodeló algunas zonas del interior usando de nuevo el estilo art déco. En 2001, el arquitecto estadounidense Christopher Choa restauró el vestíbulo art déco.